# Ночь на Лысой горе (балет)
«Ночь на лысой горе» – одноактные балеты на музыку одноимённой симфонической поэмы М. П. Мусоргского (1867) в инструментальной  обработке Н. А. Римского-Корсакова. Сюжеты различных постановок сильно отличаются.

## Балет А. А. Горского
А. А. Горский 28 мая 1918 года первым поставил балет на эту музыку, написав сценарий на основе произведений Д. С. Мережковского. Спектакль Большого театра был поставлен на сцене летнего театра-сада «Аквариум» в оформлении художника К. А. Коровина, дирижировал А. Ф. Арендс. Партии исполняли: Ганка — Е. Л. Девильер, Ярило — В. В. Свобода, Чернобог — И. Е. Сидоров, Чёрный козёл — Л. А. Лащилин, Чёрный кот-оборотень — С. В. Чудинов.

## Балет Ф. В. Лопухова
Ф.В. Лопухов, возглавлявший балетную труппу Петроградского театра оперы и балета, 26 марта 1924 года поставил балет с подзаголовком «лицедейская потеха Древней Руси», по собственному сценарию. Балет был одной из попыток Лопухова найти новые пути развития балета с использованием элементов народной сатиры. Через три года он повторит попытку в балете «Байка про лису, петуха, кота да барана», Спектакль должен был имитировать скоморошье представление и показывать свадьбу Чернобога с Ежи-Бабой. Актеры, таким образом, изображали не мифических персонажей, а скоморохов, разыгрывающих балаганный спектакль. Однако в  спектакле были использованы декорации К. А. Коровина, созданные для оперы Н. А. Римского-Корсакова «Млада», показывавшие реально мрачную картину дикого ночного леса, что соответствовало музыке Мусоргского, но не замыслу Лопухова. Художником по костюмам был М. Ф. Домрачёв, дирижировал А. В. Гаук. Партии исполняли Ежи-баба — О. В. Фёдорова, Чернобог — А. В. Лопухов, Глашатый игрища — Н. А. Солянников, Кадильщица — А. П. Константинова, Подметалка — 3. И. Пюман.
Спектакль, как и многие начинания Лопухова, не имел успеха. Вероятно, одной из причин этого было явное несоответствие между серьёзной музыкой Мусоргского и комедийным содержанием.

## Балет Р. В. Захарова
- 1951 — филиал Большого театра, балетмейстер Р. В. Захаров;
- 1977 — Московский классический балет.

## Другие постановки
- 13 апреля 1924 — Русский балет Дягилева, Париж, балетмейстер Бронислава Нижинская, костюмы Натальи Гончаровой
- 1924 — Грузинский театр оперы и балета им. Палиашвили, режиссёр Константин Марджанишвили
- 1934 — под названием «Чёрная магия», парижская Опера, балетмейстер Серж Лифарь
- 1943 — «Театр балета», балетмейстер Давид Лишин
- 1984/85 — Государственный ансамбль народного танца СССР, балетмейстер  Игорь Моисеев